# Cattedrale di San Luigi (Thakhek)
La cattedrale di San Luigi è il principale luogo di culto cattolico di Thakhek, nella provincia di Khammouan. La chiesa, sede del vicariato apostolico di Savannakhet, è la seconda chiesa cattolica più grande del Laos, preceduta dalla cattedrale del Sacro Cuore di Vientiane.

## Storia

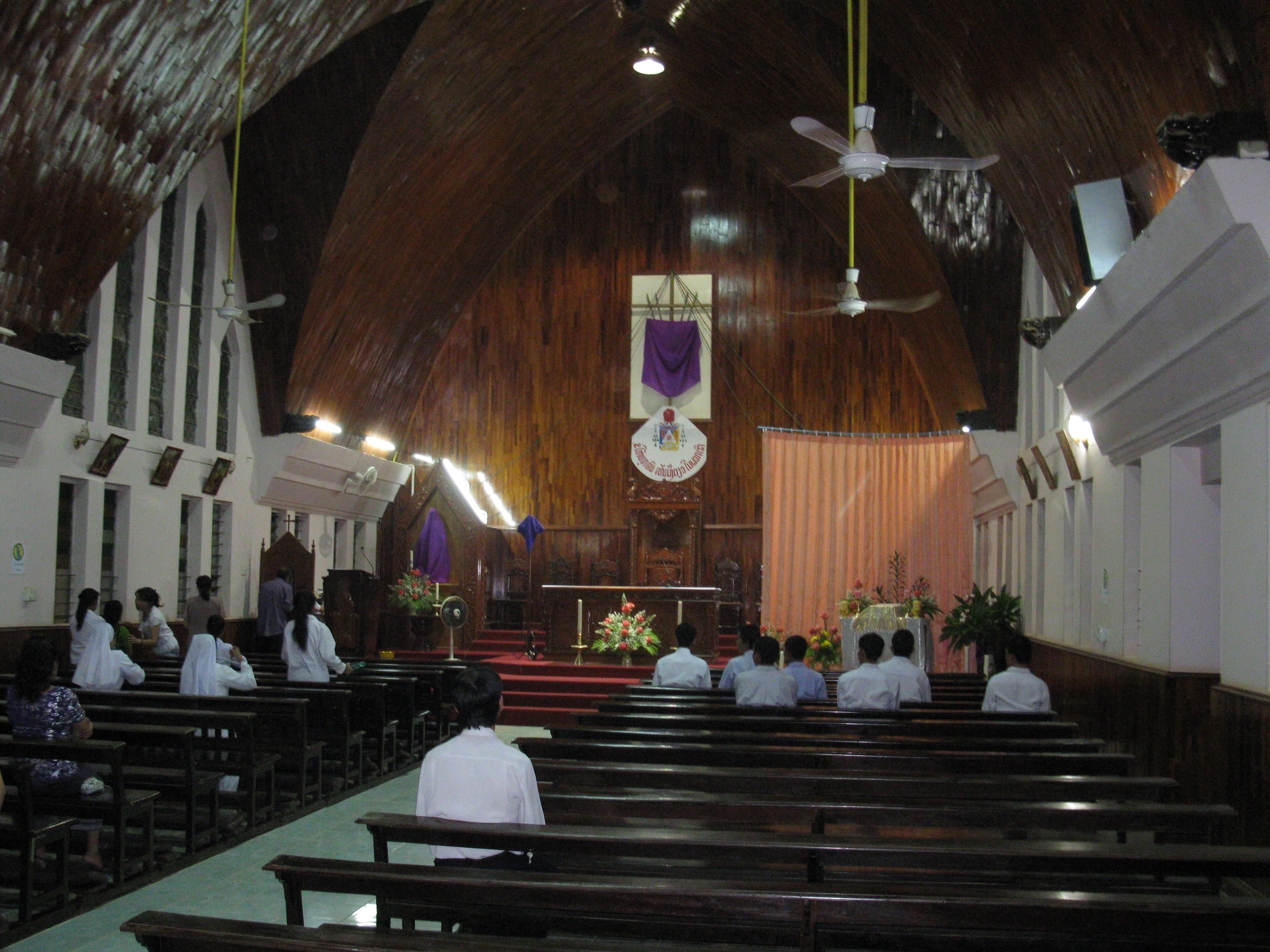
L'interno della Cattedrale

La chiesa venne costruita da un gruppo di missionari francesi mandati ad evangelizzare la popolazione di Thakhek, una delle maggiori città del Laos, dall'allora prefetto apostolico di Vientiane, Jean-Henri Mazoyer nel 1942. Inizialmente i missionari costruirono una piccola cappella, ma, nel 1945, in seguito alle migliaia di battesimi, iniziarono i lavori per una chiesa più grande, in modo da soddisfare i bisogni della piccola comunità cattolica. La chiesa fu terminata nel 1949 e venne consacrata dal prefetto di Vientiane Mazoyer, nel 1950.

## Architettura
Lo stile della cattedrale è prevalentemente quello tipico del luogo utilizzato nella costruzione dei templi buddisti, con alcuni accenni di Art Nouveau. Può ospitare fino a 500 persone, essendo così la seconda chiesa cattolica più grande del Laos, preceduta dalla cattedrale del Sacro Cuore di Vientiane. La chiesa ha anche un organo e un campanile con campane di argento. In un terreno adiacente alla cattedrale, sorge anche il seminario minore del vicariato.